# Duboscia polyantha
Duboscia polyantha är en malvaväxtart som beskrevs av Jean Baptiste Louis Pierre och A. Cheval.. Duboscia polyantha ingår i släktet Duboscia och familjen malvaväxter. Inga underarter finns listade i Catalogue of Life.